# Giulio Renzi Ricci
Giulio Renzi Ricci (Roma, 2 agosto 1988) è un doppiatore italiano.

## Biografia
È conosciuto soprattutto per aver doppiato Rupert Grint (Ron Weasley)  nella saga cinematografica di Harry Potter. Inoltre è stato attore televisivo, interpretando sotto il nome d'arte di "Jonathan Ross Latham" la parte di Giuseppe Buzzetti nel film per la televisione Don Bosco del 2004.
Dopo il 2011, ha smesso di doppiare, trasferendosi in Inghilterra ed iniziando una nuova carriera come finanziere.
Nel 2022 torna a doppiare Rupert Grint nello speciale televisivo Harry Potter 20º anniversario - Ritorno a Hogwarts.

## Doppiaggio

### Cinema
- Rupert Grint in Harry Potter e la pietra filosofale, Harry Potter e la camera dei segreti, Harry Potter e il prigioniero di Azkaban, Harry Potter e il calice di fuoco, Harry Potter e l'Ordine della Fenice, Harry Potter e il principe mezzosangue, Harry Potter e i Doni della Morte - Parte 1, Harry Potter e i Doni della Morte - Parte 2
- Matt O'Leary in Spy Kids 2 - L'isola dei sogni perduti, Missione 3D - Game Over
- Trevor Morgan in Jurassic Park III
- Paul Dano in Il club degli imperatori
- Aman Johal in Bad News Bears
- Samuel Gruen in La figlia di un soldato non piange mai
- Cory Buck in In fondo al cuore
- Zachary David Cope in Echi mortali
- Michael Perkins in Hardball
- Bradley Coryell in Il mio cane Skip
- Paolo Pini in Vipera
- Brian Bloom in C'era una volta in America (edizione 2003)

### Animazione
- Gigi in Momo alla conquista del tempo
- Bobo in Piccoli eroi della foresta
- Kohaku in Inuyasha
- Ocho (3^ voce) in Lo straordinario mondo di Gumball

### Videogiochi
- Ron Weasley in Harry Potter e la pietra filosofale[1] e Harry Potter e la camera dei segreti[2]

## Riconoscimenti
- Festival del doppiaggio di Acquappesa – Miglior voce maschile – sezione giovani (edizione 2003).